# (8475) Vsevoivanov
(8475) Vsevoivanov es un asteroide perteneciente al cinturón de asteroides, región del sistema solar que se encuentra entre las órbitas de Marte y Júpiter.
Fue descubierto el 13 de agosto de 1985 por Nikolái Stepánovich Chernyj desde el Observatorio Astrofísico de Crimea.

## Designación y nombre
Designado provisionalmente como 1985 PC2 fue nombrado así en honor a Vsevolod Vladimirovich Ivanov (n. 1934) quien es profesor en la Universidad de San Petersburgo y astrofísico teórico conocido por sus trabajos sobre la teoría de la transferencia de radiación. Su monografía sobre astrofísica teórica ha sido utilizada como libro de texto por dos generaciones de estudiantes de universidades rusas.

## Características orbitales
Vsevoivanov está situado a una distancia media del Sol de 3,070 ua, pudiendo alejarse hasta 3,856 ua y acercarse hasta 2,284 ua. Su excentricidad es 0,256 y la inclinación orbital 4,836 grados. Emplea 1965,13 días en completar una órbita alrededor del Sol.
Los próximos acercamientos a la órbita de Júpiter ocurrirán el 12 de febrero de 2054, el 5 de octubre de 2063 y el 29 de julio de 2113.

## Características físicas
La magnitud absoluta de Vsevoivanov es 13,19. Tiene 14,345 km de diámetro y su albedo se estima en 0,059.